# Bhutan Airlines
Bhutan Airlines (укр. «Бутанські авіалинії», також Tashi Air) — перша приватна авіакомпанія Бутану, обслуговує місцеві авіалінії від аеропорту міста Паро. Після декількох місяців польотів рейси авиакампании припинилися у квітні 2012 року з причини необхідності ремонту злітної смуги місцевих аеропортів.

## Історія
Авіакомпанія була заснована в 2011 році, і відкриття відбулося 4 грудня. Tashi Air належить компанії Tashi Group. Авіакомпанія стала обслуговувати регулярні рейси від Паро і аеропортами Бартхпалатханг і Йонпхулла, перший рейс відбувся 18 грудня 2011 року.
Після приблизно півроку роботи авіакомпанія припинила всі польоти через фінансові труднощі пов'язаних також з курсом індійської рупії.
Авіакомпанія знову включилася в польоти 10 жовтня 2013 року, стартувавши на ринку міжнародних перевезень, при цьому не відновлюючи внутрішніх перевезень. Першим маршрутом з Паро став рейс в Калькутту і далі в Бангкок. Для підтримки цього рейсу був придбаний Аеробус A320 . За домовленістю з урядом Бутану авіакомпанія повинна була відновити внутрішні рейси після жовтня 2013 року.

## Маршрути
Tashi Air станом на березень 2012 року обслуговує наступні аеропорти:
- Бутан
  - Паро — аеропорт Паро (базовий аеропорт)
  - Джакар — Бартхпалатханг (призупинено)
  - Трашіганг — Йонпхулла (призупинено)

- Індія
  - Калькутта — Міжнародний аеропорт імені Нетаджи Субхас Чандра Боса

- Таїланд
  - Бангкок — Суварнабхумі

Авіалінія готується до відкриття рейсу до індійського аеропорту Багдогра (Сілігурі / Дарджилінг , Західна Бенгалія), підготовка може зайняти кілька місяців. У довгостроковій перспективі розглядаються маршрути міста Дакка, Сінгапур, Гонконг, Катманду, Дубай.

## Авіапарк
У розпорядженні авіакомпанії є тільки один літак (на березень 2012):.
| Літак         | Флот | Пасажирів | Примітки                                    |
| ------------- | ---- | --------- | ------------------------------------------- |
| Pilatus PC-12 | 1    | 8         |                                             |
| Airbus A320   | 1    | 150       | лізинг у авіакомпанії Small Planet Airlines |